# (428) Monachia
(428) Monachia – planetoida z pasa głównego asteroid.

## Odkrycie
Została odkryta 18 listopada 1897 roku w Monachium przez Walthera Villigera. Nazwa planetoidy pochodzi od łacińskiej nazwy miasta Monachium, gdzie została odkryta. Przed jej nadaniem planetoida nosiła oznaczenie tymczasowe (428) 1897 DK.

## Orbita
(428) Monachia okrąża Słońce w ciągu 3 lat i 186 dni w średniej odległości 2,31 j.a. Planetoida należy do rodziny planetoidy Flora nazywanej też czasem rodziną Ariadne.